# Бел (Дисни)
Бел (на английски: Belle) е измислена героиня от 30-ия пълнометражен анимационен филм на Уолт Дисни Пикчърс Красавицата и Звяра (1991). Първоначално озвучена от американската актриса и певица Пейдж О'Хара, Бел е дъщеря на изобретател, която копнее да изостави предвидимия си селски живот в замяна на приключения. Когато баща ѝ Морис е затворен от хладнокръвен звяр, Бел му предлага собствената си свобода в замяна на тази на баща си и в крайна сметка се научава да обича Звяра въпреки неговия отблъскващ външен вид.
Председателят на Уолт Дисни Студиос Джефри Каценберг поръчва Красавицата и Звяра като анимационен мюзикъл със силна героиня и наема за първи път жена сценарист в редиците на Дисни Линда Улвъртън, която да го напише. Базирана на героинята от едноименната приказка от 1756 г. на Жан-Мари Льопринс дьо Бомон, Улвъртън адаптира Бел като по-силен и по-малко пасивен персонаж за филма. Вдъхновена от движението за правата на жените, Улвъртън иска Бел да бъде уникална героиня на Дисни, различна от популярната Ариел от Малката русалка, и по този начин умишлено замисля героинята като феминистка в опит да избегне критиките, които Дисни отдавна получава заради репутацията на студиото в изобразяването на женските си образи като жертви.
Силата и любовта на Бел към четенето са вдъхновени от изпълнението на американската актриса Катрин Хепбърн като Джо Марч във филма Малки жени (1933), докато сценаристите внушават на търсещата приключения героиня цели и стремежи извън романтиката. Художниците и аниматорите на истории обаче често оспорват представата на Улвъртън за героинята. Анимирани от Джеймс Бакстър и Марк Хен, европейските черти по лицето на Бел са вдъхновени от тези на британските актриси Вивиан Лий и Одри Хепбърн. Няколко допълнителни холивудски актриси вдъхновяват създаването на Бел, включително Натали Ууд, Елизабет Тейлър и Грейс Кели.
Бел получава широко признание от филмовите критици, които оценяват смелостта, интелигентността и независимостта, които притежава. Рецепцията към нейния феминизъм обаче е по-смесена, като коментаторите обвиняват действията ѝ, че са ориентирани към романтиката. Петата Дисни принцеса, Бел често е класирана сред най-добрите във франчайза. Считана за една от най-силните героини с феминистки характер на Дисни, критиците са съгласни, че Бел е помогнала да оглави поколение независими филмови героини, докато е променяла репутацията на принцесите на Дисни. Като един от най-емблематичните герои на Дисни, Бел е единствената анимационна героиня, номинирана във филмовата класация за най-велики герои на Американския филмов институт 100 герои и злодеи. Персонажът се появява и в няколко продължения и отделни филми, както и в едноименния телевизионен сериал. Американската актриса Сюзън Игън изиграва ролята на Бел в музикалната адаптация на филма на Бродуей, за която е номинирана за награда Тони за най-добра актриса в мюзикъл. Ема Уотсън изиграва Бел в игралната адаптация от 2017 г., базирана на оригиналния филм от 1991 г.

## Разработване

### Концепция и писане
След успеха на първия пълнометражен анимационен филм Уолт Дисни Прадакшънс Снежанка и седемте джуджета (1937), самият Уолт Дисни прави няколко опита да адаптира приказката Красавицата и Звяра от Жан-Мари Льопринс дьо Бомон в един от най-ранните пълнометражни анимационни филми на студиото през 30-те и 50-те години. Проектът обаче непрекъснато е оставян поради „статичния“ сюжет и главните герои от приказката. Той също е загрижен за „ненужната наситеност“, необходима за изобразяване на затвора на Бел. Вдъхновен от безпрецедентния успех на Малката русалка (1989), председателят на Уолт Дисни Студиос Джефри Каценберг дава зелена светлина за поредния опит за адаптиране на Красавицата и Звяра под режисурата на Ричард Пардъм. Каценберг обаче не одобрява тъмната, мрачна версия на приказката на Пардъм и в крайна сметка разпорежда тя да бъде започната от нулата в полза на създаването на музикален филм в стил Бродуей с участието на силна героиня, подобна на Малката русалка. Вместо това избира „феминистки обрат“ в оригиналната история, до голяма степен в отговор на негативното приемане на критиците към Ариел по отношение на преследването ѝ на Ерик. Каценберг наема телевизионната сценаристка Линда Улвъртън, която никога дотогава не е писала анимационен филм, за да напише сценария на филма.
Преди Красавицата и Звяра традицията на Дисни да изобразява женски персонажи като жертви вече е била установена отдавна. Фактът, че в по-ранните версии на филма Бел не е изобразена като феминистка, се превръща в спорна точка сред създателите на филма. Въпреки факта, че от Дисни искат Красавицата и Звяра да прилича на старомоден филм, създателите на филма си представят Бел като „жена, изпреварила времето си“. Като първата жена в историята на Дисни, която пише сценарий за пълнометражен анимационен филм, Улвъртън решава да изследва Бел като възможност да създаде женски образ, който в крайна сметка ще бъде по-добре приет от предишните анимационни героини на Дисни, по-специално Ариел от Малката русалка. Улвъртън е наясно, че задачата ще бъде голямо предизвикателство поради популярността на предишната героиня, но се бори, за да се увери, че създава „нов вид героиня на Дисни“. Вдъхновена от движението за права на жените, което самата Улвъртън преживява през 60-те и 70-те години, сценаристката е решена да избегне създаването на поредната „безвкусна“ принцеса на Дисни и решава да възприеме Бел като своенравна феминистка. Улвъртън твърдо вярва, че съвременната публика няма да се идентифицира с Бел, ако не бъде актуализирана по подходящ начин и по този начин еволюирала героя в „жена от 90-те“. Сценаристката отказва да гледа филмовата адаптация на приказката на Жан Кокто от 1946 г. и решава да базира Бел на американската актриса Катрин Хепбърн в ролята ѝ на Джозефин Марч в екранизацията на книгата на Луиза Мей Олкът Малки жени от 1933 г., която според Улвъртън е „истинско изображение на женствеността“.
Аниматорът Марк Хен отбеляза, че за разлика от Ариел, Бел не се „влюбва от пръв поглед“; вместо това „има действителна връзка, която виждате да расте“. В оригиналната приказка Бел има две егоистични сестри, които имат свои собствени любовни интереси, но Уулвъртън ги пропуска в сценария, за да се фокусира единствено върху връзката на Бел с Гастон. В един момент Бел има по-малка сестра на име Кларис и жестока леля на име Маргарита, но и двете са изхвърлени от сценария – Кларис, за да се подчертае самотата на Бел, а Маргарита е заменена от Гастон като злодея във филма. Улвъртън също премахва от сюжета частта, в която Бел моли баща си за роза. Въпреки постоянните „регресивни“ пренаписвания, цялостната визия на Улвъртън за Бел остава непокътната. Отделът на историята на Красавицата и звярът е предимно мъжки, време, през което са участвали малко жени. Улвъртън често се оказва в противоречие и несъгласие с по-традиционните художници на истории по отношение на ролята на Бел във филма, но продължава да бъде подкрепяна от Каценберг и текстописеца Хауърд Ашман.
Според Улвъртън стори екипът е оспорвал почти всеки ред диалог, който тя предлага за героинята. Веднъж екипът по историята пренаписва това, което Улвъртън първоначално пише за Бел – в една сцена, използвайки карта, Бел посочва местата, до които би искала да пътува, докато пече торта. С аргумента, че освободената Бел дори няма да знае как да пече, Улвъртън решава да направи компромис, като вместо това в сцената героинята чете книга, което също се обсъжда, тъй като някои режисьори смятат четенето за прекалено пасивна дейност. За да разреши това, Улвъртън пише сцена, в Бел се разхожда по време на четене, дейност, която самата Улвъртън върши като дете. В приказката на Бомон, Бел е принудена да замени баща си като пленница на Звяра. За да направи героинята по-независима, Улвъртън я пренаписва, така че тя с желание се впуска в гората в търсене на баща си, смело се изправя срещу Звяра и в крайна сметка търгува със собствената си свобода в замяна на Морис. По време на битката между Гастон и Звяра, репликата на героя „Време е да умреш!“ е променена на „Бел е моя!“, за да върне фокуса на историята към Бел.

### Глас
Първоначално от Дисни обмислят актрисата Джоди Бенсън, която озвучава Ариел в Малката русалка, да озвучи Бел, но в крайна сметка гласът ѝ звучи "твърде американски и млад" и студиото избира „по-класически глас“. Описвайки героинята като „жена, която изпреварва времето си“, създателите на филма искат Бел да звучи „по-скоро като жена, отколкото като момиче“. Бенсън обаче озвучава Бел в няколко епизода на Клуб Маус на Дисни. Режисьорът Кърк Уайз се интересува особено от актриса, способна да „създаде персонаж изцяло с гласа си“, представяйки си глас, подобен на този на американската артистка Джуди Гарланд. Американската актриса и певица Пейдж О'Хара се изявява на Бродуей, когато за първи път прочита за предстоящия анимационен проект на Дисни Красавицата и звярът в статия на Ню Йорк Таймс. След като разбира, че студиото провежда прослушвания за главната роля на Бел и по заповед на текстописеца Хауърд Ашман и композитора Алан Менкен, подборът да е от изпълнители от Бродуей, О'Хара веднага настоява нейният агент да ѝ осигури прослушване. О'Хара е позната като Ели Мей Чипли от мюзикъла Show Boat на Бродуей и Ашман се насочва към нея за ролята. О'Хара се явява на прослушване за ролята пет пъти, състезавайки се срещу приблизително 500 актриси. Първото прослушване се провежда пред кастинг директора Алберт Таверес, следващите две прослушвания изискват от актрисата да изпрати аудио записи на гласа си до студиото в Лос Анджелис. С изискването да изпълни песен по свой избор, О'Хара изпява Heaven Help My Heart от мюзикъла Chess. На първото си главно прослушване О'Хара говори и пее в по-висок регистър от своя, в опит да имитира Снежанка от Снежанка и седемте джуджета, но създателите на филма настояват вместо това да използва собствения си глас. В допълнение към Ашман и Менкен, на последните няколко прослушвания на О'Хара присъстват режисьорите Уайз и Гари Трусдейл и продуцентите Каценберг и Дон Хан. О'Хара си спомня, че авторите на песните първо ще затворят очи и ще я изслушат, преди накрая да я гледат. Час след нейното пето и последно прослушване, О'Хара получава телефонно обаждане на рождения си ден от Дисни, като е уведомена, че е одобрена да озвучи героинята. Актрисата е доста уверена, че ролята е нейна, преди да бъде официално одобрена. О'Хара признава: "Обикновено не съм уверен в прослушванията ... но просто разбрах и почувствах (Бел) толкова много."
На тридесетгодишна възраст по време на прослушването си, О'Хара озвучава Бел със зрял, женски тембър, въпреки младата възраст на героинята. Улвъртън оценява факта, че О'Хара звучи по-зряло от традиционните героини на Дисни. Освен това О'Хара се идентифицира с героинята си, защото и двете са изолирани от връстниците си през цялото си детство поради интересите, които имат, обяснявайки: „Самата аз странно пораснах. Искам да кажа, че посещавах музикалния театър и слушах Гершуин и Роджърс и Хамерстайн, докато връстниците ми ходеха на концерти на Лед Зепелин. Така че разбрах, че ... и аз не бях част от нормата. Бях много фокусиран върху кариерата си, върху представянето си през детството и тийнейджърските си години ... еднопосочен ум и мисля, че Бел е такава“. О'Хара също споделя интереса на Бел към четенето. Уайз е доволен от качеството на гласа на О'Хара, който му напомня за Гарланд. О'Хара и американският актьор Роби Бенсън, който озвучава Звяра, молят Дисни да позволи да записват заедно, за разлика от традиционния метод за изолиране в звукозаписна кабина, на което студиото се съгласява въпреки оскъпяването. О'Хара вярва в решението на режисьора да развие както филма, така и отношенията между Бел и Звяра. Тя и Бенсън са първите озвучаващи актьори на Дисни, които записват заедно. Общо процесът на записване отнема повече от две години. О'Хара и Ричард Уайт, който озвучава Гастон, са приятели от 15 години преди озвучаването на филма. Въпреки успешната си сценична кариера, О'Хара е почти непозната за холивудската публика, когато участва с ролята в Красавицата и звярът; тя е една от последните неизвестни актриси, участвали в пълнометражен анимационен филм на Дисни, преди студиото да започне да включва известни артисти в следващите си анимационни проекти.
От излизането на Красавицата и Звяра през ноември 1991 г., О'Хара се връща на няколко пъти в Уолт Дисни Къмпани, за да озвучава Бел в различни медии, включително продълженията директно към видео Красавицата и Звяра: Омагьосаната Коледа (1997), Вълшебният свят на Бел (1998) и Приказките за приятелството на Бел (1999), както и различни издания на видеоигри като поредицата Kingdom Hearts и няколко аудио и видеозаписи, свързани с франчайза Принцесите на Дисни. Освен това О'Хара е наета от Дисни да изпълни на песента Belle на 64-та церемония на наградите Оскар през 1992 г. О'Хара посочва студиото като свой „основен работодател от 20 години“. През 2011 г. О'Хара е официално заменена от актрисата Джули Натансън, която за първи път озвучава Бел във видеоиграта Kinect Disneyland Adventures (2011). О'Хара разкрива пред Las Vegas Review-Journal, че новината за смяната я разстройват до такава степен, че тя е готова да презапише голяма част от диалога на Бел в опит да докаже на компанията, че все още може да озвучава героинята. О'Хара обаче в крайна сметка признава, че намира процеса за доста труден в резултат на начина, по който гласът ѝ се е променил в продължение на 20 години. В крайна сметка О'Хара се завръща да озвучи Бел във филма Ралф разбива интернета от 2018 г.

### Личност
Бел е момиче, което живее във френската провинция с баща си, който е изобретател. Тя е красиво селско момиче, което обича да чете и да следва приключенията. Тя не е срамежлива и не се страхува да изрази мнението си, особено в трудни ситуации, въпреки че може да се колебае, когато е нервна. Тя е много състрадателна и се грижи за нуждаещите се. Може да бъде упорита и винаги се опитва да защити хората, които наистина обича, също така проявява голямо търпение към другите. Мечтателка и истинска любителка на приключенията, тя е отцепничка за времето си в много отношения. Най-изразена е любовта ѝ към книгите, ентусиазмът и знанията, които жителите на селото ги смятат за странно поведение за една жена. Гастон ѝ казва в един момент: „Не е добре жената да чете. Това ще я накара ... да мисли ...“. Бел не се интересува от външността, независимо дали принадлежи на нея или на някой друг. Това е много иронично, като се има предвид, че на нея се гледа като на най-красивата жена в селото. В една от песените Бел пее: "Тя е толкова красива, колкото подсказва името ѝ, от глава до пети".
Трябва да се отбележи, че чрез филма, макар и най-очевидено в мюзикъла на Бродуей в соловата ѝ песен „Промяна в мен“, Бел променя възгледа си за света. Отначало тя жадува за приключения и вълнение, но след дните си със Звяра, тя пораства, виждайки, че вече не се нуждае от детските си мечти и вижда, че харесва живота, особено сега, когато е намерила любовта си.

### Облекло
Най-често облеклото на Бела е синьо-бяла селска рокля с бяла престилка. Тя носи син ластик на косата, който придържа опашката ѝ, и черни обувки. Мнозина вярват, че е базирана на роклята на Дороти Гейл от Магьосникът от Оз. Понякога тя се появява с прибрана коса, когато е нападната от вълците, и в края на филма, когато магията на всички жители на замъка на Звяра е разрушена. По време на престоя си в замъка като пленница Бел носи червена, розова и зелена рокля. Бел също така носи златисто жълта бална рокля по време на сцените с танца, който споделя с принца, превърнат в Звяра.

### Дизайн и анимация
Красавицата и Звяра е първият анимационен филм, който изцяло кредитира всеки аниматор, отговорен за анимирането на определен герой по време на заключителните надписи на филма. Главните аниматори на Бел са Джеймс Бакстър и Марк Хен. Бел е втората героиня на Хен за Дисни, след като преди това е допринесъл за анимирането на Ариел. След като анимира Жасмин в Аладин (1992), Мулан в едноименния филм (1998) и Тиана в Принцесата и жабокът (2009), Хен се утвърждава „като човек, който стои зад много принцеси на Дисни“.
За да демонстрира, че персонажът не е перфектен, Улвъртън описва "малък кичур, който непрекъснато пада пред лицето ѝ", което е единственият щрих, който тя използва, за да опише физическия облик на Бел. В желанието си Бел да бъде значително по-различна и с по-европейски външен вид от Ариел, аниматорите я рисуват с по-пълни устни, по-тесни очи и по-тъмни вежди, които са вдъхновени от чертите на лицето на британските актриси Вивиан Лий и Одри Хепбърн. По-величествена, отколкото повечето принцеси на Дисни, външният вид на Бел е вдъхновен от този на американската актриса Джени Гарт. Аниматорите също използват за справка снимки на холивудските актриси Натали Ууд, Елизабет Тейлър и Грейс Кели. Бакстър изучава изкуството на френския импресионист Едгар Дега, художник, известен със своите портрети на балерини, чиято работа вдъхновява аниматора да включи „изящни, подобни на лебеди движения“ в изпълнението на Бел.
Жълтата бална рокля на Бел е вдъхновена от подобен костюм, носен от Хепбърн във филма Римска ваканция (1953). Дон Хан и екип от мъже работещи по филма, проектират балната рокля, докато консумират пица и алкохол. Първоначално маркетинговият отдел нарежда роклята на Бел да бъде розова, за да се привлече дамската аудитория, но арт директор Брайън Макенти убеждава студиото да направи роклята в жълто, за да се отличава от другите принцеси на Дисни, по-специално от Аврора от Спящата красавица (1959). Арт директорът Брайън Макенти предлага Бел да бъде единственият персонаж в селото си, който носи синьо, за да подчертае факта, че тя е различна и отхвърлена. Цветовете на дрехите, които Бел носи, също имитират нейните емоции, като синьото се свързва с тъга и самота. Синьото също се използва за символизиране на доброто, докато червеното на Гастон символизира злото.

## Изяви

### Филм и телевизия
Бел дебютира в Красавицата и Звяра (1991) като красива библиофилка, който, макар и похвалена от съселяните си за ненадминатата си красота, в същото време е осмивана заради интелигентността и несъответствието си с тях. Отегчена от провинциалния си живот, в който тя е безмилостно романтично преследвана от арогантен ловец на име Гастон, Бел копнее за приключения. След като конят на баща ѝ се завръща без ездача си, тя с желание се впуска в гората в търсене на баща си. Тя убеждава Звяра, че ще замени собствената си свобода в замяна на тази на баща си, тъй като баща ѝ е болен в подземието. Тя обещава да остане завинаги със Звяра в замъка му заедно с неговия персонал от омагьосани предмети. Любопитството на Бел я отвежда до забраненото западно крило, където тя открива омагьосана роза, без да осъзнава, че тя е свързана със съдбата на Звяра; и яростта на Звяра от нейното промъкване я кара да избяга на кон от замъка. Бел е преследвана от вълци в гората, но те са прогонени от Звяра, след което тя помага на ранения звяр да се върне в замъка, където лекува раните му. Въпреки че първоначално не харесва похитителя си, Бел постепенно се научава да приема Звяра въпреки външния му вид и в крайна сметка се сприятелява с него. Гастон завижда до такава степен на силната връзка между Бел и Звяра, че той щурмува замъка и смъртно ранява Звяра, макар че Гастон намира собствената си смърт в борбата. Въпреки това, Бел признава любовта си към Звяра точно навреме, за да развали магията, под която е бил поставен от магьосница като наказание за егоизма си, и Звярът в крайна сметка се превръща обратно в красив принц.
В Красавицата и Звяра: Омагьосаната Коледа (1997), Бел се опитва да възвърне отслабващия дух на замъка, като въвежда и празнува Коледа, въпреки силното недоволство на Звяра към празника. Красавицата и звярът: Вълшебният свят на Бел (1998) представя Бел, докато общува както със Звяра, така и с омагьосаните му слуги в различни ситуации, изследвайки теми като прошка, приятелство, сътрудничество и уважение.
В Приказките за приятелството на Бел (1999), спин-оф на филмовата поредица, Бел притежава книжарница, в която преподава ценни уроци на деца, като чете и преразказва добре познати истории и приказки. За първи път Бел се появява както като анимационен персонаж, така и като персонаж, изигран на живо, озвучени и изобразени съответно от актрисите Пейдж О'Хара и Линдзи Маклауд.

### Красавицата и Звяра(филм, 2017)
През януари 2015 г. Ема Уотсън обявява, че ще изиграе ролята на Бел в игралната версия на филма, която излезе през 2017 г. Като феминистка и модел, Уотсън предлага няколко промени в персонажа. Що се отнася до дизайна на костюмите, Уотсън отхвърля традиционната „рокля на голяма принцеса“ и корсета за златната рокля, тъй като това би намалило нейната подвижност, но роклята се смята за решаваща за маркетинга на филма. Въпреки това облеклото на Бел в римейка до голяма степен остава вярно на анимационния си предшественик.
Благодарение на влиянието на Уотсън, Бел е не само библиофилка, но и изобретател като баща си – тя използва своите изобретения за ежедневни задължения като пране, което от своя страна ѝ осигурява време да преследва страстта си към четенето. Също така се разкрива, че майката на Бел е починала от чума малко след раждането на Бел, следователно Морис е донякъде свръх защитник на Бел и не ѝ позволява да напусне селото. Например, Морис създава "музикални кутии, изпълняващи мелодии от далечни места, в опит да задоволи жаждата ѝ за проучвания", тъй като не желае Бел да бъде авантюристична поради смъртта на майка си, въпреки че Бел не изпитва сериозни чувства към това.